# The Sound of Silence
Pour les articles homonymes, voir Sound of Silence.
Singles de Simon et Garfunkel
Homeward Bound
The Sound of Silence (initialement The Sounds of Silence) est une chanson du duo de folk rock américain Simon et Garfunkel. Sortie initialement en 1964 sur le premier album du groupe, Wednesday Morning, 3 A.M., dans une version acoustique, elle est réenregistrée l'année suivante dans une version électrique par le producteur Tom Wilson à l'insu du duo. Cette nouvelle version sort en single et atteint la première place du classement de ventes aux États-Unis, apportant la célébrité à Simon et Garfunkel. Cette seconde version est incluse dans le deuxième album du duo, Sounds of Silence (1966). Elle figure à la 157e place du classement des 500 plus grandes chansons de tous les temps du magazine Rolling Stone.

## Historique
Paul Simon commence à écrire The Sound of Silence peu après l'assassinat de John F. Kennedy. Il compose d'abord la musique puis travaille sur les paroles, dont il termine l'écriture le 19 février 1964. Les premiers vers de la chanson, « Hello darkness, my old friend, I've come to talk with you again » (« Bonjour obscurité, ma vieille amie, je suis encore venu parler avec toi »), font référence au fait que Simon avait l'habitude de jouer de la guitare dans sa salle de bains, dont le carrelage faisait office de légère chambre d'écho, en éteignant la lumière et en faisant couler le robinet car il trouvait ce son apaisant. Le thème général de la chanson est l'expansion d'une communication « déshumanisée » entre les hommes.
Paul Simon et Art Garfunkel enregistrent la chanson le 10 mars 1964, dans une version où le chant des deux hommes n'est accompagné que par la guitare acoustique de Simon. Elle apparaît sur leur premier album, Wednesday Morning, 3 A.M., sorti le 19 octobre 1964, mais l'album passe inaperçu du public et cet échec entraîne la séparation du duo. Garfunkel reprend ses études d'architecture et Simon emménage à Londres.
En juin 1965, Tom Wilson, le producteur de Wednesday Morning, 3 A.M., apprend que The Sound of Silence est diffusée sur plusieurs radios de la côte est des États-Unis. Le folk rock est alors de plus en plus populaire et Wilson, qui vient de terminer l'enregistrement de Like a Rolling Stone de Bob Dylan, est à la recherche d'une nouvelle chanson folk rock à succès. Le producteur estime que The Sound of Silence en a le potentiel mais trouve la chanson trop douce et décide de la faire réenregistrer dans une version électrique avec les musiciens Al Gorgoni, Bob Bushnell (ou Joe Mack selon les sources) et Bobby Gregg (ou Buddy Salzman selon les sources), sans même prévenir Simon et Garfunkel, séparés mais toujours sous contrat avec Columbia Records,. L'ingénieur du son Roy Halee introduit un effet de chambre d'écho dans la chanson.
Cette nouvelle version sort en single en septembre 1965, et entame une lente mais inexorable progression vers les sommets du Billboard Hot 100. Simon est au Danemark lorsqu'il lit un exemplaire de Billboard et découvre, à sa grande stupéfaction, que The Sound of Silence est classé à la 86e place. Garfunkel lui explique par téléphone ce qui s'est passé et le duo se reforme, même si Simon est horrifié lorsqu'il entend la version électrique pour la première fois. Simon et Garfunkel enregistrent un deuxième album, Sounds of Silence, en décembre 1965, alors que la chanson atteint la première place du Billboard Hot 100 la première semaine de l'année 1966. L'album Sounds of Silence sort le 17 janvier avec la version électrique de The Sounds of Silence comme première piste. La chanson apporte au duo la célébrité, qui va être confirmée quelques mois plus tard avec les singles Homeward Bound et I Am a Rock.
L'orthographe originelle du titre au pluriel apparaît au singulier par la suite. On trouve ainsi The Sounds of Silence sur les deux premiers albums Wednesday Morning, 3 A.M. (1964) et The Sound of Silence (1966), puis encore sur la bande originale du film Le Lauréat (1968) qu'elle commence et conclut. On trouve en revanche The Sound of Silence sur la compilation de 1972 Simon and Garfunkel's Greatest Hits et sur des albums live ou compilations ultérieurs (Cependant, le titre est encore au pluriel sur The Concert in Central Park sorti en 1982). Dans son livre Lyrics 1964–2008, Simon écrit le titre au singulier et c'est également sous cette forme qu'il est consigné à la Bibliothèque du Congrès et à la BMI.

## Postérité
En 2001, elle figure à la 79e place du classement des chansons du XXe siècle établi par la RIAA. En 2010, elle figure à la 157e place du classement des 500 plus grandes chansons de tous les temps du magazine Rolling Stone. Le 11 septembre 2011, lors de la cérémonie rendant hommage aux victimes des attentats du 11 septembre 2001, elle est interprétée à la guitare acoustique par Paul Simon sur le site de Ground zero. Le 21 mars 2013, elle est sélectionnée pour être conservée au registre national des enregistrements[réf. souhaitée].
Le morceau est utilisé pour la première fois au cinéma dans Le Lauréat (1967). Il apparaît aussi dans les films Kingpin (1996), Retour à la fac (2003), Bobby (2006), Watchmen : Les Gardiens (2009), Avis de mistral (2014)  et Les Trolls (2016). Une version de Sílvia Pérez Cruz apparaît dans le film Compañeros (2018) de Alvaro Brechner. En 2013, le début du morceau est utilisé à de nombreuses reprises dans la saison 4 de Arrested Development pour illustrer les moments de déprime de Gob, en référence au film Le Lauréat.
À partir de 2016, le morceau devient un mème Internet, utilisé en musique de fond pour caractériser la tristesse ou la solitude.

## Classements
| Classement musical                     | Meilleure position |
| -------------------------------------- | ------------------ |
| Allemagne (Media Control AG)           | 9                  |
| Australie (ARIA Charts)                | 3                  |
| Autriche (Ö3 Austria Top 40)           | 3                  |
| Belgique (Flandre Ultratop 50 Singles) | 11                 |
| Canada (RPM Top Singles)               | 4                  |
| Espagne (Promusicae)                   | 17                 |
| États-Unis (Billboard Hot 100)         | 1                  |
| France (SNEP)                          | 36                 |
| Pays-Bas (Single Top 100)              | 11                 |

## Certifications
| Pays                    | Certification | Date       | Unités certifiées |
| Allemagne (BVMI)        | Or            | 2023       | 250 000           |
| Canada (Music Canada)   | Or            | 01/05/1979 | 75 000            |
| Danemark (IFPI Danmark) | Platine       | 25/06/2024 | 90 000            |
| Espagne (Promusicae)    | Platine       | 03/2024    | 100 000           |
| États-Unis (RIAA)       | Or            | 14/02/1966 | 1 000 000         |
| Italie (FIMI)           | Platine       | 12/2016    | 50 000            |
| Nouvelle-Zélande (RMNZ) | 2 × Platine   | 05/09/2024 | 60 000            |
| Royaume-Uni (BPI)       | Platine       | 27/05/2022 | 600 000           |

## Musiciens
- Paul Simon : chant, guitare acoustique
- Art Garfunkel : chant
- Al Gorgoni : guitare électrique
- Bob Bushnell ou Joe Mack : basse
- Bobby Gregg ou Buddy Salzman : batterie

## Reprises
The Sound of Silence a connu de multiples reprises et dans diverses langues. La chanson a notamment été reprise par le groupe féminin québécois Les Intrigantes dans une version de Roger Beaudet Le seuil du soleil (1966) ; par le groupe irlandais The Bachelors dont la version atteint la 3e place du palmarès britannique en avril 1966; par Roland Alphonso en version instrumentale en (1967) ; par Anni-Frid Lyngstad dans une version en suédois en 1971 ; par le groupe de punk rock The Dickies (1978) ; dans une version française, La Voix du silence par Richard Anthony et Marie Laforêt (1966) et Chanson d'innocence, composée par Gérard Lenorman (1981) ; en version instrumentale par Stanley Jordan (1986) ; par le groupe Gregorian (1999) ; par le groupe de heavy metal Nevermore et le groupe de death metal allemand Atrocity (2000) ; par Stéphane Pompougnac sous le titre S.O.S (The Sound of Silence) pour les albums de musique lounge Hôtel Costes (2004) ; par Brooke Fraser dans une version live (2007) ; par Michelle Darkness sur l'album Brand New Drugs (2007) ; par Alizée sur sa tournée mondiale Psychédélices Tour (2008) ; par le duo néerlandais Nick & Simon en 2009 ; par Sharleen Spiteri sur l'album The Movie Songbook (2010) ; par Allison sur la bande originale du téléfilm L'Emprise (2015) ; par le groupe Disturbed sur l'album Immortalized (2015), version qui connaît le succès dans plusieurs pays. En 2015 également, The Sound of silence a été reprise par James Blake, le 8 octobre 2015 à la radio BBC. En 2019, le groupe vocal américain Pentatonix reprend le morceau a cappella.
La chanson est samplée par Eminem pour son titre Darkness (2020). Le 12 mars 2020, la chanteuse italienne Benedetta Caretta publie sur sa chaine YouTube une reprise de la chanson.

## Adaptation
En février 2020, lors de la pandémie de Covid-19, l'artiste singapourien de la société de divertissement culturel Peranakan Sayang, Alvin Oon, a adapté les paroles de la chanson « susceptible de refléter la gravité du problème tout en offrant un peu de lumière et de positivité », en faisant un message éducatif apaisant. Titré Fight the Virus, elle commence par les mots « Hello virus from Wuhan, another problem's here again » et invite les citoyens du monde à être attentifs et à se battre ensemble contre le virus. Diffusée sur sa chaîne YouTube et sur sa page Facebook, la chanson est traduite en mandarin, en cantonais et en thaï, et une version en italien est en préparation.

### Version de Disturbed
Singles de Disturbed
The Light
(2015) Open Your Eyes
(2016)
Le groupe américain de heavy metal Disturbed a repris la chanson sur son album Immortalized sorti le 21 août 2015. Extraite en single le 7 décembre 2015, elle connaît le succès dans plusieurs pays.
En 2024, le DJ australien Cyril (Cyril Riley de son nom complet) remixe cette reprise qui entre de nouveau dans les hit-parades.

#### Classements hebdomadaires
Version originale
| Classement (2015-2016/2024)            | Meilleure position |
| -------------------------------------- | ------------------ |
| Allemagne (Media Control AG)           | 2                  |
| Australie (ARIA)                       | 4                  |
| Autriche (Ö3 Austria Top 40)           | 1                  |
| Belgique (Flandre Ultratop 50 Singles) | 23                 |
| Canada (Canadian Hot 100)              | 40                 |
| Danemark (Tracklisten)                 | 34                 |
| Écosse (OCC)                           | 8                  |
| États-Unis (Billboard Hot 100)         | 42                 |
| Irlande (Irish Singles Chart)          | 31                 |
| Nouvelle-Zélande (RMNZ)                | 32                 |
| Portugal (AFP)                         | 44                 |
| Royaume-Uni (UK Singles Chart)         | 29                 |
| Royaume-Uni (UK Rock Chart)            | 1                  |
| Suède (Sverigetopplistan)              | 17                 |
| Suisse (Schweizer Hitparade)           | 12                 |

Version remixée par Cyril
| Classement (2024)                       | Meilleure position |
| --------------------------------------- | ------------------ |
| Allemagne (GfK Entertainment)           | 44                 |
| Autriche (Ö3 Austria Top 40)            | 35                 |
| Belgique (Wallonie Ultratop 50 Singles) | 18                 |
| France (SNEP)                           | 3                  |
| Norvège (VG-lista)                      | 12                 |
| Pays-Bas (Single Top 100)               | 12                 |
| Portugal (AFP)                          | 50                 |
| Royaume-Uni (UK Singles Chart)          | 47                 |
| Suisse (Schweizer Hitparade)            | 7                  |

#### Certifications
Incluant la version remixée de Cyril
| Pays                    | Certification | Date       | Unités certifiées |
| ----------------------- | ------------- | ---------- | ----------------- |
| Allemagne (BVMI)        | Diamant       | 2022       | 1 000 000         |
| Australie (ARIA)        | 8 × Platine   | 2024       | 560 000           |
| Autriche (IFPI)         | Platine       | 15/09/2016 | 30 000            |
| Belgique (BEA)          | Platine       | 22/11/2024 | 40 000            |
| Canada (Music Canada)   | Diamant       | 26/06/2024 | 800 000           |
| Danemark (IFPI Danmark) | 2 × Platine   | 11/06/2024 | 180 000           |
| Espagne (Promusicae)    | Platine       | 01/2025    | 100 000           |
| États-Unis (RIAA)       | 9 × Platine   | 09/05/2025 | 9 000 000         |
| Italie (FIMI)           | Platine       | 06/2019    | 50 000            |
| Norvège (IFPI)          | 2 × Platine   | 09/04/2019 | 120 000           |
| Nouvelle-Zélande (RMNZ) | 5 × Platine   | 20/06/2024 | 150 000           |
| Pologne (ZPAV)          | 2 × Diamant   | 11/09/2024 | 500 000           |
| Portugal (AFP)          | Or            | 06/2024    | 5 000             |
| Royaume-Uni (BPI)       | 3 × Platine   | 30/05/2025 | 1 800 000         |
| Suède (GLF)             | 2 × Platine   | 2022       | 80 000            |
| Suisse (IFPI)           | Platine       | 2024       | 30 000            |